# Poljanica Bistranska
Poljanica Bistranska is een plaats in de gemeente Bistra in de Kroatische provincie Zagreb. De plaats telt 1.099 inwoners (2001).